# Aeronautes saxatalis
El vencejo gorgiblanco, también vencejo pecho blanco, vencejo de garganta blanca, vencejo gorgiblanco, vencejo montañés, vencejo cuello blanco o vencejo gorjiblanco (Aeronautes saxatalis) es una especie de ave apodiforme de la familia de los vencejos (Apodidae). Su área de distribución incluye América del Norte (Canadá, Estados Unidos y México) y América Central (Guatemala, El Salvador y Honduras).

## Subespecies
Se distinguen las siguientes subespecies:
- Aeronautes saxatalis nigrior Dickey & Van Rossem, 1928
- Aeronautes saxatalis saxatalis (Woodhouse, 1853)